# Catherine the Great
Catherine the Great est une mini-série américano-britannique en quatre épisodes de 60 minutes, diffusée entièrement le 3 octobre 2019 sur Sky Atlantic, et à partir du 21 octobre 2019 sur HBO.
En France, la série est diffusée à partir du 25 novembre 2019 sur Canal+,. Elle reste inédite dans les autres pays francophones. La série a été tournée principalement à Vilnius, en Lituanie.

## Synopsis
Les années du règne de la reine Catherine II de Russie, de 1764, soit deux ans après sa prise de pouvoir, à sa mort en 1796.

## Fiche technique
- Producteurs : Sky Original Productions, New Pictures, Origin Pictures
- Producteurs exécutifs : David M. Thompson, Charles Pattinson, Philip Martin, Nigel Williams, Helen Mirren
- Réalisateur : Philip Martin
- Scénario : Nigel Williams
- Compositeurs : Rupert Gregson-Williams
- Photographie : Stuart Howell

## Distribution
- Helen Mirren (VF : Béatrice Delfe) : Impératrice Catherine II
- Jason Clarke (VF : Boris Rehlinger) : Grigori Potemkine
- Gina McKee (VF : Danièle Douet) : Comtesse Praskovya Bruce (en)
- Richard Roxburgh (VF : Bernard Bollet) : Grigori Orlov
- Joseph Quinn : Empereur Paul Ier
- Clive Russell (VF : Gabriel Le Doze) : Le Fou
- Kevin McNally (VF : Serge Faliu) : Alexeï Orlov
- Rory Kinnear (VF : Stéphane Pouplard) : Ministre Nikita Ivanovitch Panine

## Distinction
- Golden Globes 2020 : Meilleure actrice dans une mini-série ou un téléfilm pour Helen Mirren